# Elsenfeld
Elsenfeld er en købstad (markt) i Landkreis Miltenberg i Regierungsbezirk Unterfranken i den tyske delstat Bayern.

## Geografi
Elsenfeld ligger i Region Bayerischer Untermain på den højre bred af floden Main.
Kommunen bliver gennemskåret af den lille flod Elsava, der har sit udløb i Main i Elsenfeld.
I kommunen ligger ud over Elsenfeld landsbyerne Eichelsbach, Rück, Schippach og Himmelthal (tidligere klostergods).
En del af kommunen ligger i Naturpark Spessart. På den modsatte flodbred ligger byen Obernburg am Main.

### Trafik
Elsenfeld har en banegård, Bahnhof Obernburg-Elsenfeld hvor Maintalbahn har regelmæssige forbindelser til Aschaffenburg og Miltenberg. Jernbanen Obernburg-Elsenfeld–Heimbuchenthal blev nedlagt i 1978 og er på det meste af strækningen ombygget til cykelrute.